# Conus hamanni
Conus hamanni é uma espécie de gastrópode do gênero Conus, pertencente à família Conidae.